# Vance Tartar
Vance Tartar (ur. 15 września 1911 w Corvallis, zm. 16 czerwca 1991 w Ocean Park) – amerykański biolog i embriolog. Dokonał istotnych odkryć dotyczących morfogenezy, regeneracji i podziałów u orzęsków Stentor, Paramecium i Condylostoma.
Był synem fizykochemika Hermana V. Tartara (1882–1967) i jego żony Stelli. Studiował zoologię na Uniwersytecie Waszyngtonu. W 1933 otrzymał tytuł bakałarza (B.S.) z wyróżnieniem. W 1934 otrzymał tytuł magistra zoologii, w 1938 obronił doktorat.
W 1942 opuścił Uniwersytet Vermontu. Przez krótki czas pracował na Uniwersytecie Yale, przez kolejnych osiem lat pracował głównie jako biolog w State Fisheries Laboratory w Purdy.
19 czerwca 1950 ożenił się z Emogean Saunders. Mieli troje dzieci: Helen (1951), Karla Nicholasa (1954) i Wandę (1958). Po ślubie zamieszkał w zbudowanym przez siebie domu Aquaterre pod Nahcotta. 
W 1951 został zatrudniony jako professional assistant przez Uniwersytet Waszyngtonu. W 1954 otrzymał stanowisko research assistant professor, w 1960 research professor. Jego przydomowe laboratorium zostało oficjalnie nazwane University of Washington Field Laboratory. W maju 1972 przeszedł na emeryturę.

## Wybrane prace
- The biology of Stentor. New York, Pergamon Press, 1961